# Bobby Taylor and the Vancouvers
Bobby Taylor and the Vancouvers est un groupe canadien de soul, originaire de Vancouver, en Colombie-Britannique. Leur seul hit est le titre Does Your Mama Know About Me en 1968. Comme producteur ou artiste solo, Bobby Taylor contribue à de nombreux morceaux soul, notamment pour la Motown. Il est notamment connu pour avoir découvert les Jackson Five. Le groupe se nomme d'abord Little Daddya and the Bachelors puis Four Niggers and a Chink (en abrégé Four N's and a C, en français « Quatre nègres et un chinetoque », en référence aux origines afro-américaines de quatre des membres du groupe et des origines chinoises de Tommy Chong).

## Histoire

### Origines et débuts
Bobby Taylor (né Robert Edward Taylor le 18 février 1934 à Washington, D.C., est élevé dans sa ville natale de Washington. Jeune, il emménage à New York et chante dans des groupes de doo-wop avec des chanteurs qui se rejoindront plus tard pour former Frankie Lymon and the Teenagers et Little Anthony and the Imperials. En 1958, il commence sa carrière comme membre des Four Pharaohs, qui publieront quelques morceaux à l'échelle locale à Columbus.
Au début des années 1960, Bobby Taylor rencontre à San Francisco le groupe Little Daddy and the Bachelors, composé du chanteur Tommie Melton, du guitariste Tommy Chong, du bassiste Wes Henderson, du pianiste Bernie Sneed et du batteur Floyd Sneed (plus tard batteur de Three Dog Night). Le groupe est alors connu à Calgary sous le nom des Shades, en référence aux origines interraciales du groupe. Tommy Chong était guitariste de Bobby Taylor and the Vancouvers avant de devenir acteur notamment dans le duo comique Cheech and Chong avec Cheech Marin ou dans la série télévisée That '70s Show.
Little Daddy and the Bachelors avait déjà enregistré le single Too Much Monkey Business / Junior's Jerk. Melton et Chong avaient ouvert en 1962 une boîte de nuit à Vancouver, le Blues Palace, plus tard devenu un cinéma. Ils y feront notamment passer Ike and Tina Turner.

### Signature avec Motown
En 1965, Mary Wilson et Florence Ballard quittent les Supremes. Le directeur de la Motown Berry Gordy décide alors de trouver un nouveau groupe et signe les Vancouvers sur son label Gordy Records, filiale de la Motown. Le groupe est alors formé de Bobby Taylor, Wes Henderson, Tommy Chong ainsi que du guitariste Eddie Patterson, du claviériste Robbie King et du batteur Duris Maxwell (alias Ted Lewis). Les trois nouveaux étaient les musiciens d'un groupe local, The Good Shepherds.
Le groupe enregistre alors son premier album, éponyme, et leur premier single, co-composé par Tommy Chong : Does Your Mama Know About Me. Le titre se classe 29e au Billboard Hot 100. En juillet 1968, Bobby Taylor and the Vancouvers engagent pour leur première partie à Chicago un petit groupe familial : The Jackson Five. Impressionné par le groupe, Bobby Taylor les emmène dans les bureaux de la Motown à Détroit. Il arrange une audition devant Suzanne de Passe. Elle et Berry Gordy tombent sous le charmes des Jackson et les signent sur le label. La même année, the Vancouvers sortent deux singles, I Am Your Man produit par Nickolas Ashford et Valerie Simpson, et Malinda, écrit et produit par Smokey Robinson.
The Vancouvers se produisent alors sur scène avec Chris Clark, un artiste de la Motown. Mais ce dernier et le producteur Johnny Bristol renvoient Tommy Chong et Wes Henderson car ils avaient raté un show pour avoir des « Green Cards ». Le groupe se sépare peu de temps après, bien que Chong ait voulu couper le contrat pour lui, Taylor et Henderson alors que Robbie King, Eddie Patterson et Ted Lewis seraient devenus de simples musiciens d'enregistrement. Bobby Taylor auditionne alors pour la place de chanteur au sein du groupe The Temptations, après l'expulsion de David Ruffin, mais n'obtient pas la place.

### Bobby Taylor en solo
Après la signature des Jackson 5 sur Motown en mars 1969, Bobby Taylor devient leur premier producteur. Il supervise ainsi leur premier album, Diana Ross Presents The Jackson 5, un album de reprises soul, dont Who's Lovin' You des Miracles. Berry Gordy décide alors de déplacer le groupe en Californie et de s'occuper personnellement d'eux. Taylor continue alors brièvement leur collaboration avec les frères Jackson mais son travail sur les titres I Want You Back et ABC n'est même pas crédité, seule la « team » de Gordy, The Corporation, est créditée.
Bobby Taylor continue alors sa carrière d'artiste solo sans le soutien de la Motown. Il rencontre à nouveau le succès avec son titre Oh, I've Been Blessed. En 1971, il quitte définitivement le label Motown.
Parti au Royaume-Uni, il monte ensuite Bobby Taylor and the New Vancouvers et enregistre un album pour le label de Ian Levine, Motorcity Records. Malgré un cancer, il continue la musique et enregistre avec son groupe un medley de Baby I'm For Real with The Bells de The Originals, ensuite disponible en CD.

## Discographie

### Albums studio
- 1968 : Bobby Taylor and the Vancouvers

### Singles
- 1968 : Does Your Mama Know About Me (US #29)
- 1968 : I Am Your Man (US #85)
- 1968 : Malinda (US #48)
- 2005 : Baby I'm For Real (The Bells) a/k/a « The Bells I Hear » album cut (Hip-O Select, -- featuring Freddie Gorman de The Originals).

## Discographie de Bobby Taylor

### Albums
- 1969 : Taylor-Made Soul (Gordy Records)
- 2005 : Sexy Lady (sous le nom de « Bobby 'T-Boy' Taylor »)
- 2006 : Motown Anthology (Hip-O/Select)

### Singles
- 1969 : Oh, I've Been Bless'd (V.I.P. Records)
- 1969 : Blackmail (V.I.P. Records, promotionnel)
- 1969 : My Girl Has Gone (Gordy Records)
- 1971 : Hey Lordy (Mowest Records)
- 1972 : There Are Roses Somewhere In The World (Sunflower Records)
- 1973 : I Can't Quit Your Love (Tommy Zs7 Records)
- 1973 : Why Play Games (Playboy Records)
- 1973 : I Can't Quit Your Love (Philadelphia International, de Bobby Taylor & Thom Bell).